# Octaviano de Médici

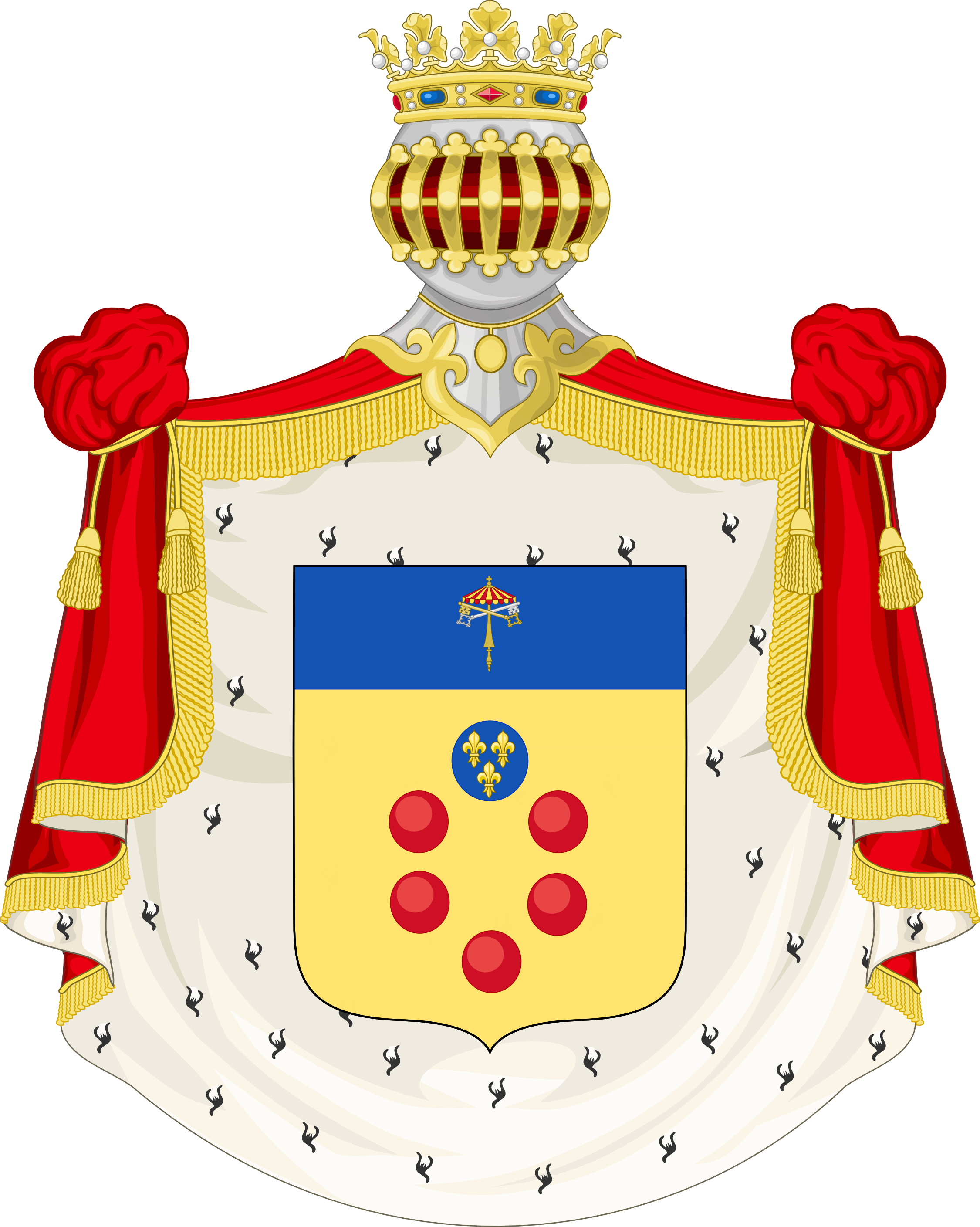
Grandes Armas de los Medici de Ottaviano.

Octaviano de Médici (14 de julio de 1484 - 28 de mayo de 1546) fue la cabeza de la rama familiar de los Médici príncipes de Ottaviano.

## Biografía
Era hijo de Lorenzo di Bernardetto di Medici y de Caterina Nerli, muy devoto de Cosme de Médici aunque no fuera su descendiente directo (En el siglo XIII Averardo Medici tuvo dos hijos Silvestro del cual se formó la línea principal de los descendientes de Cosme de Médici, y Giovenco del que se creó la línea secundaria a la que pertenece Octaviano).
Obtuvo muchos nombramientos en Florencia. Formó parte de la Guardia y Balía de la ciudad desde 1527 y ascendió hasta ser nombrado confaloniero de Justicia de Florencia, nombramiento de sumo prestigio aunque más que nada nominal. Tras la reconquista de la ciudad de las tropas españolas y pontificias, y del asesinato de Alejandro de Médici, duque de Florencia, asumió el cargo de Depositario Generale. 
Benvenuto Cellini en sus Memorias lo describe como un ser arrogante, algo que también otras fuentes que corroboran.
Se casó en primeras nupcias con Bartolomea Giugni y al morir ésta, con la viuda Francisca Salviati, hija de Jacobo Salviati y nieta de Lorenzo el Magnífico.
Del matrimonio con Bartolomea nacieron Bernardo de Médici, Príncipe de Ottaviano y Constanza, esposa de Ugo della Gherardesca, Conde de Donoratico.
Del matrimonio con Francisca nace su hijo León, que murió en la niñez y Alejandro, futuro arzobispo de Florencia y papa León XI.